# آرثر لي (سياسي)
آرثر لي (بالصينية: 李國章) هو قاضي صلح ‏ وسياسي صيني، ولد في 27 يونيو 1945. انتخب عضو في اللجنة الوطنية لجمهورية الصين الشعبية خلال فترته النيابية ‏ وانتخب Secretary for Education and Manpower ‏ (1 يوليو 2002 – 30 يونيو 2007).